# Eukoenenia janetscheki
Eukoenenia janetscheki är en spindeldjursart som beskrevs av Bruno Condé 1993. Eukoenenia janetscheki ingår i släktet Eukoenenia och familjen Eukoeneniidae. Inga underarter finns listade i Catalogue of Life.